# Washington (Tyne and Wear)
Washington è una località di 67 085 abitanti della contea del Tyne and Wear, in Inghilterra.
Washington, situata nel nord dell'Inghilterra, è all'origine del nome di famiglia Washington, tra i cui membri il più noto è certamente George Washington.
Ad est della città è situata una fabbrica della casa automobilistica giapponese Nissan.